# Nyantuku
Nyantuku är ett vattendrag i Burundi.   Det ligger i provinsen Makamba, i den södra delen av landet, 120 km söder om huvudstaden Bujumbura.
Omgivningarna runt Nyantuku är en mosaik av jordbruksmark och naturlig växtlighet. Runt Nyantuku är det ganska tätbefolkat, med 80 invånare per kvadratkilometer.